# Gisela Mauermayer
Gisela Mauermayer (ur. 24 listopada 1913 w Monachium, zm. 9 stycznia 1995 tamże) – niemiecka lekkoatletka miotaczka i wieloboistka.

## Kariera sportowa
Mistrzyni olimpijska z Berlina (1936) w rzucie dyskiem. Trzykrotna medalistka Światowych Igrzysk Kobiecych w 1934: zwyciężyła w pchnięciu kulą i w pięcioboju (ustanawiając rekord świata 377 pkt.), a w rzucie dyskiem była druga. W mistrzostwach Europy w 1938 zdobyła złoto w rzucie dyskiem, a w pchnięciu kulą wywalczyła srebrny medal. Sześciokrotnie ustanawiała rekordy świata w rzucie dyskiem (do 48,31 w 1936), była też rekordzistką świata w pchnięciu kulą (14,38 w 1934).